# Ambasadorowie Chin w Rwandzie
Chińska Republika Ludowa posiada w Republice Rwandy swojego przedstawiciela w randze ambasadora od 1972 roku.
| L.p. | Ambasador      | Okres pełnienia funkcji          |
| ---- | -------------- | -------------------------------- |
| 1.   | Huang Shixie   | czerwiec 1972 – sierpień 1977    |
| 2.   | Yue Liang      | wrzesień 1977 – czerwiec 1981    |
| 3.   | Zhao Jin       | maj 1982 – wrzesień 1984         |
| 4.   | An Fengshi     | styczeń 1985 – kwiecień 1989     |
| 5.   | Tian Yimin     | maj 1989 – maj 1993              |
| 6.   | Huang Shejiao  | czerwiec 1993 – październik 1996 |
| 7.   | He Jincai      | grudzień 1996 – październik 1999 |
| 8.   | Shen Jiangkuan | listopad 1999 – listopad 2003    |
| 9.   | Qi De’en       | listopad 2003 – 2007             |
| 10.  | Sun Shuzhong   | od 2007                          |